# Stronie Wieś
Stronie Wieś est une localité polonaise de la gmina de Stronie Śląskie, située dans le powiat de Kłodzko en voïvodie de Basse-Silésie.

## Notes et références

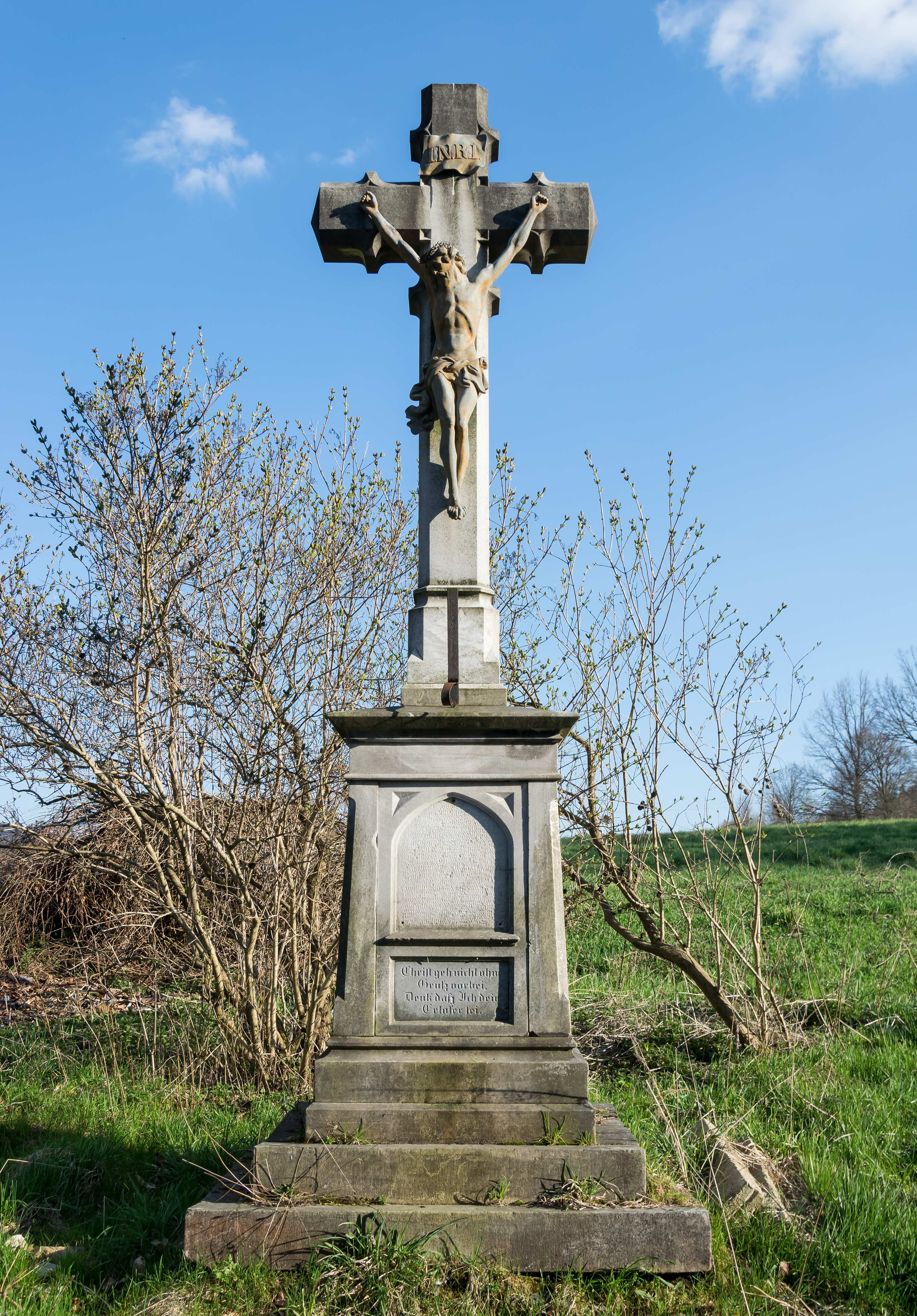